# U-bootbestrijding

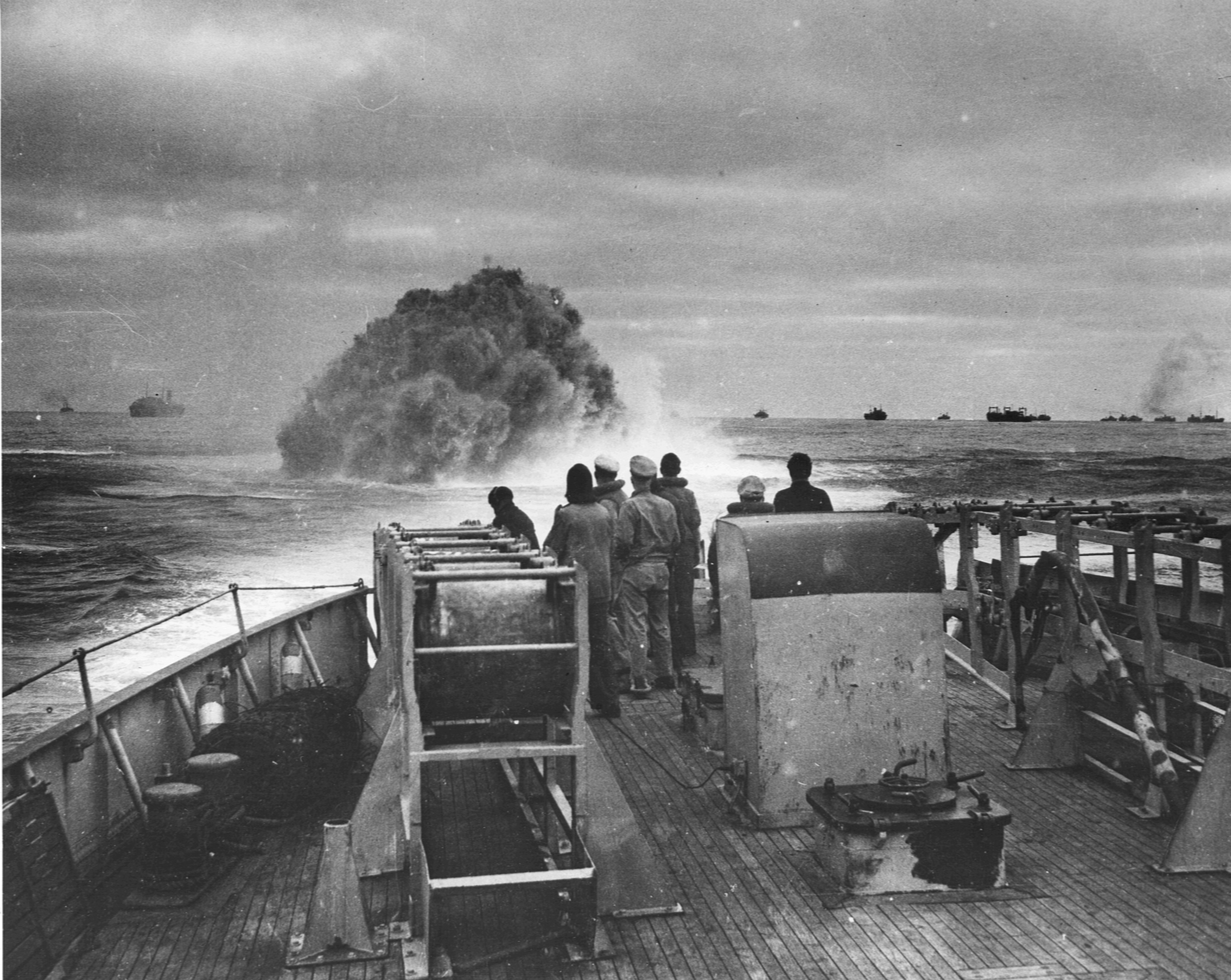
De ondergang van U-boot U-175

De U-bootbestrijding, het tegengaan van "sluipaanvallen" door Duitse onderzeeboten, was een belangrijke taak voor geallieerde oppervlakteschepen tijdens de Tweede Wereldoorlog. Door een succesvolle tactiek, bedacht door de Britse kapitein-ter-zee Frederick Johnnie Walker (1896-1944), werd het de aanvalsduikboten moeilijk gemaakt te opereren in de buurt van de konvooien met koopvaardijschepen. Het marine-onderdeel van Walker en de zijnen had veel succes bij het opsporen en vernietigen van de Duitse U-boten.
Het succes was niet alleen te danken aan de geraffineerde gebruikmaking van diverse wapensystemen, zoals de dieptebommen en hedgehogs, maar vooral ook door het efficiënte teamwork op de Britse oppervlakteschepen. En als een onderzeeboot beschadigd en lekkend boven water moest komen nadat ze bestookt was met dieptebommen, werd ze onder vuur genomen met een boordkanon of simpelweg geramd.

## Bomsystemen
De grootste dieptebommen waren ongeveer zo groot als de huidige olievaten. Ze werden achter aan het escorteschip via een helling rail de zee in gerold. Enorme waterfonteinen bewezen de krachtige explosies onder water. Men kon de bommen afstellen voor een bepaalde diepte, al naargelang waar de via de ASDIC (een soort sonar) gepeilde Duitse onderzeeboot zich bevond. De dieptebommen konden tot op 300 voet (ongeveer 100 meter) diepte tot ontploffing worden gebracht. De dieptebom Type D woog 140 kg, een ander type woog zo'n 270 kg. Ze waren voor de bemanning, zeker bij ruwe zee, niet altijd gemakkelijk te hanteren. Het leidde in een aantal gevallen tot verlies van ledematen. 
Andere lichtere dieptebommen werden afgeschoten met behulp van T-vormige contactbuizen, die aan bak- en stuurboordzijde op het achterdek stonden. Deze 'K-guns' vuurden een reeks van 9 à 10 ladingen af, waardoor achter de snel varende torpedobootjager een waar bomtapijt gelegd werd. De onderwaterontploffingen zorgden ook hierbij voor grote waterfonteinen. 
De 'Hedgehog' daarentegen was een batterij met 24 dieptebommen die alle tegelijk voor het schip werden weggeschoten en als een dichte bundel in zee terechtkwamen. Het voordeel van dit Hedgehog-systeem was, dat er geen explosies volgden als de onderzeeër niet geraakt werd, waardoor het ASDIC-contact behouden bleef. Verloor men het ASDIC-contact, dan was dit vaak het gevolg van het feit dat de onderzeeër getroffen was, en meestal was de strijd dan gestreden.

## De U-boot
Zolang in de U-boot het 'ping'-geluid van de echopeiling van de ASDIC tegen de romp van de onderzeeër te horen was, bestond er nog een kans op ontsnapping. De torpedobootjager was dan nog niet dichtbij genoeg om zijn dieptebommen te kunnen afwerpen. Maar als de 'ping' ophield, werd de situatie voor de onderzeeboot kritiek. Als de stilte intrad, probeerde de U-boot door een zigzagkoers te varen aan de explosies te ontsnappen. Vluchten was voor de onderzeeboot op dat moment de enige optie.

## Walkers tactiek
De U-bootcommandanten konden het niet weten, of konden het niet navertellen, maar na de oorlog bleek uit de Britse rapporten welke tactiek de kapitein-ter-zee Frederick Johnnie Walker tegen de 'sluipaanvallers' had ontwikkeld.
Hij positioneerde twee torpedobootjagers vlak achter elkaar. De tweede torpedobootjager onderhield het ASDIC-contact met de U-boot en gaf de eerste torpedobootjager aanwijzingen tot die vlak boven de onderzeeboot was. De commandant van de tweede torpedobootjager, die heel nauwkeurig de snelheid van en de afstand tot de U-boot bepaalde, gaf de gezagvoerder van de eerste torpedobootjager een teken zodra hij zijn dieptebommentapijt moest leggen. Als de onderzeeër met een zigzagkoers probeerde te ontsnappen, kon de tweede torpedobootjager een paar andere vaartuigen op zijn koers zetten. Deze methode was zeer succesvol: het liep bijna altijd fataal af voor de onderzeeboot. 